# Jo Van Fleet
Jo Van Fleet (Oakland, California, 30 de diciembre de 1915-Queens, Nueva York, 10 de junio de 1996) fue una actriz teatral y cinematográfica estadounidense. 
Se confirmó como una notable actriz dramática en el teatro de Broadway durante varios años, llegando a ganar un Premio Tony en 1954 por su destreza con un difícil papel en la obra de Horton Foote The Trip to Bountiful, junto con Lillian Gish y Eva Marie Saint. 
Su primer papel para el cine fue la interpretación de la madre de James Dean en el filme East of Eden (1954). Este debut le valió a Van Fleet el Óscar a la mejor actriz de reparto. Su posterior trabajo cinematográfico fue muy esporádico, e incluyó películas como La rosa tatuada, Mañana lloraré, ambas de 1955, The King and Four Queens (1956), Gunfight at the O.K. Corral (1957), Río salvaje (1960), La leyenda del indomable (1967), y I Love You, Alice B. Toklas (1968).
Se casó con William Bales en 1946, y su matrimonio duró hasta el fallecimiento de él en 1990. Su hijo fue Michael Bales. Ella falleció por causas no aclaradas a los 80 años de edad.
Tiene una estrella en el Paseo de la Fama de Hollywood por su contribución al cine, en el 7000 de Hollywood Boulevard.

## Premios y distinciones
Premios Óscar
| Año  | Categoría               | Película         | Resultado |
| ---- | ----------------------- | ---------------- | --------- |
| 1956 | Mejor actriz de reparto | Al este del Edén | Ganadora  |